# Sport Vereniging Hubentut Fortuna
Maillots
Le Sport Vereniging Hubentut Fortuna est un club de football basé à Seru Fortuna dans l'île de Curaçao.

## Histoire du club
Fondé le 1er mars 1994, il domine le football sur l'île à la fin des années 2000, avec un titre de champion des Antilles néerlandaises et trois titres consécutifs de champion de Curaçao obtenus entre 2009 et 2011. Comme beaucoup de clubs de la banlieue de Willemstad, il joue ses rencontres à domicile au stade Ergilio Hato.
Grâce à ses succès en championnat, le club participe à deux reprises à la CFU Club Championship, en 2010 et 2012, sans obtenir de résultats probants. 

## Palmarès
- Championnat des Antilles néerlandaises (1) :
  - Vainqueur en 2009

- Championnat de Curaçao (3) :
  - Vainqueur en 2009, 2010 et 2011

### Liens
- Championnat de Curaçao de football
- Fiche du club sur le site soccerway